# Wayne Carson
Wayne Carson (geboren als Wayne Carson Head, Denver (Colorado) 31 mei 1943 – Nashville, 20 juli 2015) was een Amerikaans songwriter, in Europa voornamelijk bekend van titels als Always on my mind en The letter. Hij werkte samen met onder anderen Eddy Arnold, Conway Twitty, Clarence Carter, Gary U.S. Bonds, Gin Blossoms en The Box Tops. Hij was ook muzikant en speelde onder meer keyboard, piano, basgitaar en percussie.
Always on my mind is verschenen in ruim 300 versies en werd vertolkt door artiesten als Willie Nelson, Elvis Presley, Pet Shop Boys en Brenda Lee. In 1997 werd Carson toegevoegd aan de lijst van Nashville Songwriters Hall of Fame in Nashville.
Carson overleed in Nashville op 72-jarige leeftijd en werd daar begraven aan de Harpeth Hills Memory Gardens.
- Bibsys: 6078328
- Biblioteca Nacional de España: XX6103576
- Bibliothèque nationale de France: cb13790553m (data)
- Catàleg d'autoritats de noms i títols de Catalunya: 981058612328806706
- Gemeinsame Normdatei: 1135227519
- International Standard Name Identifier: 0000 0000 6516 4090
- Library of Congress Control Number: n2019010159
- MusicBrainz: 1f59f7ef-2f57-4487-83b6-fe5080684e5f
- Virtual International Authority File: 7817149296171480670007
- WorldCat: E39PBJymDJQYFMRt3mVRFBpF8C